# Fulgurodes monacharia
Fulgurodes monacharia là một loài bướm đêm trong họ Geometridae.